# ひぐらしのなく頃に解 目明し編
『ひぐらしのなく頃に解 目明し編』（ひぐらしのなくころにかい めあかしへん）は、同人サークルである07th Expansionが製作した同人ゲーム『ひぐらしのなく頃に』の第5話目の表題。「解答編」としては第1話目。

## 概要
サブタイトルは「～最愛の殺人鬼～」。
本作品は「綿流し編」の解答編となる物語であり、園崎詩音の視点で語られることで、「綿流し編」にて発生した事件の全貌が解き明かされていくが、「綿流し編」と「目明し編」は違う世界である。
物語は二部構成となっており、第一部では昭和57年を舞台に園崎詩音と北条悟史の物語が描かれ、第二部では昭和58年が舞台となる。より核心的な「解答」の要素は展開上第二部に含まれるが、「ひぐらしのなく頃に」全体に関わる謎は明かされておらず、これに対する言及は次回の「罪滅し編」からになる。しかし、この物語の結末が後の物語での黒幕との戦い方に間接的なヒントを与えている。
ただし、この後のシナリオに当たる「皆殺し編」、「祭囃し編」でも重要になる、このシリーズで解決すべきテーマの一つである雛見沢村の因習について強く描かれている。
物語中盤まではミステリー的要素が強いが、それ以降はほぼサスペンスとなっている。なお、目明し編からは「社会と人」、「殺人の意味」などのテーマ性が色濃くなる。そのテーマ性ゆえ、本エピソードには残虐性が非常に高いシーンが数多く登場する。
PS2版「祭」に「第伍章・目明し編」として収録。DS版「絆・第二巻」に収録。
なお、原作者はコンプティーク2006年9月号において、本作品は非常に好評であったと述べている。

### お疲れ様会
解答編では唯一、本作品のみ出題編4編に存在した「お疲れ様会」が用意されているが、この「お疲れ様会」が収録されているのは2004年12月のコミックマーケット67で頒布された本作品のみを収録したバージョンに限られており、2005年8月以降にリリースされた「罪滅し編」以降の合本には未収録となっている。
当初は合本購入者を対象に公式サイト上で本作品の「お疲れ様会」を追加するパッチの配布が予定されていたが、諸事情により中止となった。その後、この「お疲れ様会」は2006年12月31日のコミックマーケット71より頒布が開始されたファンディスク「ひぐらしのなく頃に礼」に「罰恋し編」（ばつこいしへん）に改題のうえで再録されている。

## ストーリー
昭和57年、園崎詩音は全寮制の聖ルチーア学園を抜け出し、生まれ故郷の雛見沢に帰ってきた。園崎家にばれることを恐れ、興宮で魅音のふりをして生活することにした詩音は、魅音のクラスメイトの北条悟史と出会う。魅音として悟史に接しているうちに、詩音は少しずつ悟史に惹かれていく。
綿流しの晩、悟史の叔母が殺され、その容疑者として悟史が疑われた。悟史が警察に連行されるのを止めるため、詩音はとっさに自らの正体を明かし、嘘のアリバイを証言してしまった。悟史は何とか容疑者とならずに済んだが、詩音が正体を他人に明かしたことはすぐに園崎家に伝わってしまう。詩音はあるケジメを受けることで何とか許されたが、彼女に待っていたのは助けたはずの悟史が失踪したという事実だった。詩音は園崎家の仕業と考えるが、魅音も同じケジメを受けていたことを知り、園崎家の仕業ではないと思い直す。そして、詩音は自分の中の鬼と悟史への恋心を、心の奥底へと封印した。
それから一年後、魅音からある話を聞いたことで詩音の中の鬼が目を覚ました。さらに5年目の綿流しの晩におきた事件により、詩音の中の鬼が暴走を始めた。
そして、悲しい復讐劇の幕があがった。

## 登場人物
- 以下の人物は個別項目を参照。
  - 園崎詩音
  - 園崎魅音
  - 北条沙都子
  - 前原圭一
  - 竜宮レナ
  - 古手梨花
  - 北条悟史

## 音楽
「解」からは劇中で使用される音楽はほぼ全面的に入れ替えられ、目明し編ではオープニングテーマとして「Thanks」、エンディングテーマとしてそのアレンジ曲「you」が挿入されている。

## 漫画
スクウェア・エニックス刊『月刊ガンガンWING』で2006年8月号から2008年4月号まで連載された。
作画・方條ゆとり。
1. ISBN 978-4-7575-1928-2 2007年2月27日初版発行
2. ISBN 978-4-7575-2059-2 2007年8月27日初版発行
3. ISBN 978-4-7575-2189-6 2008年1月22日初版発行
4. ISBN 978-4-7575-2308-1 2008年6月21日初版発行

- 1・2巻と同時期に発売された「罪滅し編」や外伝「宵越し編」などの同時購入特典で、ゲーム本編の未公開シーン集「蔵出し編」1・2巻が刊行されている。
- こちらでは終盤にて、錯乱した詩音が圭一を襲撃する直前、および襲撃後にカエルの化け物のような醜悪な顔でゲコゲコと笑うなど鬼というのもおこがましければ、軽々しくその言葉を殺人の言い訳と正当化に利用した哀れな人間として描かれている。
- 3巻と「罪滅し編」3巻の同時購入特典で描き下ろし新作「れなぱん（鈴羅木かりん）・罰恋し編（方條ゆとり）」が刊行されている。

## アニメ
第1期「ひぐらしのなく頃に」第16 - 21話。
- 第16話 目明し編 其の壱 初恋
- 第17話 目明し編 其の弐 ケジメ
- 第18話 目明し編 其の参 鬼の血脈
- 第19話 目明し編 其の四 仕返し
- 第20話 目明し編 其の伍 冷たい手
- 第21話 目明し編 其の六 断罪

なお、残酷な描写は他のシリーズに比べても際立っており、拷問殺人シーンでは画面の7割以上が真っ暗に修正されるなどの配慮がとられた他（テレビ放映のみ）、ある人物が衝撃のあまり失禁してしまうシーンなど過激な描写も多い。

## ドラマCD
発売：HOBiRECORDS、販売：WAYUTA。
- 2007年6月27日発売 WACD-105
- EDテーマ：you
  - 作詞：雪野五月、作曲：dai、編曲：OdiakeS
  - 歌：雪野五月
  - 雪野五月が歌詞を担当したこのEDテーマの存在はドラマCDが発売されるまで秘密になっていた。これは原作・アニメ・PS2など様々なメディアで何度も目明し編を体験しているであろうファンに驚きを与えたかったため（ドラマCD公式サイト製作日記より）。のちにthanksも含めたマキシシングルCDが発売された。また、『ひぐらしのなく頃に祭 カケラ遊び』でも目明し編のエンディングとして使用された。余談だが『Thanks/you』にもボーカル付きyouが収録されており、そちらの方が発表は早い。歌詞やアレンジも異なる。

アニメ版とのキャスティングの相違
- 北条悟史：（ドラマCD）斎賀みつき・（アニメ）小林ゆう

## 小説
著者：竜騎士07　イラスト：ともひ
- 講談社BOX版
  - ひぐらしのなく頃に解 第一話 〜目明し編〜（上） ISBN 978-4-06-283664-7
  - ひぐらしのなく頃に解 第一話 〜目明し編〜（下） ISBN 978-4-06-283665-4

- 星海社文庫版
  - ひぐらしのなく頃に解 第一話 〜目明し編〜（上） ISBN 978-4-06-138918-2
  - ひぐらしのなく頃に解 第一話 〜目明し編〜（下） ISBN 978-4-06-138920-5